# Срібний ведмідь
«Срі́бний ведмі́дь» — приз міжнародного журі Берлінського міжнародного кінофестивалю, який вручають з 1956 року нарівні з головним призом — «Золотим ведмедем». Скульптурний образ як «Золотого ведмедя», так і «Срібного» виконав Рене Сінтеніс.
Щорічно журі Берлінського кінофестивалю нагороджує «Срібним ведмедем» фільми, що беруть участь в офіційному конкурсі за шістьма категоріями. Одного із «Срібних ведмедів» вручають як «Великий приз журі». Решту «Срібних ведмедів» вручають за «найкращу режисуру», «найкращу жіночу роль», «найкращу чоловічу роль», «за найкращу музику для фільму» і за «видатний внесок у мистецтво». Окремо міжнародне журі короткометражних фільмів присуджує «Срібного ведмедя» короткометражному фільму, який посів друге місце. У 2008 році вперше «Срібного ведмедя» вручено в категорії «Найкращий сценарій».